# Shanghai Golden Grand Prix 2018
Shanghai Golden Grand Prix 2018 byl lehkoatletický mítink, který se konal 12. května 2018 v čínském městě Šanghaji. Byl součástí série mítinků Diamantová liga.

## Výsledky

### Muži
| Disciplína            | 1. místo                  | 2. místo                 | 3. místo                   |
| Běh na 100 m          | Reece Prescod 10,04       | Su Bingtian 10,05        | Xie Zhenye 10,17           |
| Běh na 400 m          | Steven Gardiner 43,99     | Isaac Makwala 44,23      | Abdalelah Haroun 44,51     |
| Běh na 800 m          | Wycliffe Kinyamal 1:43,91 | Jonathan Kitilit 1:43,95 | Marcin Lewandowski 1:45,41 |
| Běh na 1500 m         | Timothy Cheruiyot 3:31,48 | Samuel Tefera 3:31,63    | Abdalaati Iguider 3:32,72  |
| Běh na 110 m překážek | Omar McLeod 13,16         | Orlando Ortega 13,17     | Sergej Šubenkov 13,27      |
| Skok o tyči           | Renaud Lavillenie 581 cm  | Piotr Lisek 581 cm       | Xue Changrui 571 cm        |
| Skok do dálky         | Luvo Manyonga 856 cm      | Shi Yuhao 843 cm         | Henry Frayne 815 cm        |

### Ženy
| Disciplína            | 1. místo                        | 2. místo                          | 3. místo                          |
| Běh na 200 m          | Shaunae Millerová-Uiboová 22,06 | Dafne Schippersová 22,34          | Shericka Jacksonová 22,36         |
| Běh na 100 m překážek | Brianna McNealová 12,50         | Sharika Nelvisová 12,52           | Kendra Harrisonová 12,56          |
| Běh na 400 m překážek | Dalilah Muhammadová 53,77       | Janieve Russellová 23,78          | Sage Watsonová 55,23              |
| Skok vysoký           | Marija Lasickeneová 197 cm      | Mirela Demirevová 194 cm          | Marie-Laurence Jungfleisch 188 cm |
| Trojskok              | Caterine Ibargüenová 14,80 m    | Shanieka Rickettsová 14,55 m      | Kimberly Williamsová 14,35 m      |
| Vrh koulí             | Kung Li-ťiao 19,99 m            | Danniel Thomasová-Doddová 18,70 m | Raven Saundersová 18,63 m         |
| Oštěp                 | Lü Chuej-chuej 66,85 m          | Marcelina Witeková 64,49 m        | Eda Tuğsuzová 63,20 m             |